# James Donald Scanlan
James Donald Scanlan (* 24. Januar 1899 in Parkhead, Glasgow, Schottland, Vereinigtes Königreich; † 25. März 1976 in St. Andrew, Glasgow, Schottland, Vereinigtes Königreich) war ein schottischer römisch-katholischer Geistlicher und von 1964 bis 1974 Erzbischof von Glasgow.
Scanlan wurde am 29. Juni 1929 von Francis Alphonsus Bourne zum Priester für das Erzbistum Westminster geweiht.
Papst Pius XII. ernannte ihn am 27. April 1946 zum Koadjutor-Bischof des Bistums Dunkeld und Titularbischof von Cyme. Die Bischofsweihe spendet ihm William Godfrey, Erzbischof von Westminister, am 20. Juni 1946 in der Kathedrale von Westminister. Mitkonsekratoren waren Andrew Thomas McDonald OSB, Erzbischof von Saint Andrews and Edinburgh, und Donald Alphonsus Campbell, Erzbischof von Glasgow. Am 31. Mai 1949 folgte er als Bischof von Dunkeld nach. Papst Pius XII. versetzte ihn am 23. Mai 1955 auf den bischöflichen Stuhl von Motherwell. Am 29. Januar 1964 ernannte Papst Paul VI. ihn zum Erzbischof von Glasgow. Am 23. April 1974 nahm Papst Paul VI. seinen Rücktritt als Erzbischof von Glasgow an.
Scanlan nahm an allen vier Sitzungsperioden des Zweiten Vatikanischen Konzils als Konzilsvater teil.